# Réthoville
Réthoville est une ancienne commune française, du département de la Manche et de la région Normandie.
Devenue commune déléguée au sein de Vicq-sur-Mer le 1er janvier 2016, le statut de commune déléguée est supprimée en mars 2020 par décision du conseil municipal.

## Géographie

### Localisation
Réthoville est une commune du Val de Saire située au bord de mer. Sa plage, constituée de galets et de sable, est encadrée de nombreux rochers.
Les communes limitrophes sont Néville-sur-Mer, Vicq-sur-Mer, Tocqueville et Varouville.

## Toponymie
Le nom de la localité est attesté sous les formes Restouvilla et Restovilla au XIIe siècle et Restouvilla vers 1280, en 1278-1279.
Il s'agit d'une formation toponymique médiévale en -ville au sens ancien de « domaine rural » (ancien français vile issu du latin villa rustica).
Le premier élément Rétho- représente l'anthroponyme romano-germanique Restold(us),,,, dérivé à partir du bas latin Restitutu(s) « Restitué » + -old suffixe germanique. Il se perpétue dans les noms de famille Restout et Retout restés courants en Normandie.

## Histoire

### Antiquité
Comme dans les communes de Maupertus ou de Flamanville, on a trouvé à Réthoville des coins en bronze, attestant d'une occupation ancienne.

### Moyen Âge
Le fief de Réthoville est du XIIe au XIVe siècle la possession de la famille de Beaumont. En 1163, Guillaume de Beaumont dit le Moine donne le patronage de l'église de Réthoville à l'abbaye de Montebourg. La famille des La Cave, possédait également un fief dans la paroisse. Roger, Étienne et Richard, tous trois frères donnent, toujours en 1163, les droits qu'ils détenaient sur l'église. Ainsi, l'abbé de Montebourg nommait le curé et recevait les deux tiers de la dîme, l'autre tiers étant dévolu au curé.
En 1332, un Guillaume de Beaumont se qualifiait de seigneur de Beaumont, Fermanville et Réthoville. Sa fille, Thomasse de Beaumont épousait cette même année Raoul IV d'Argouges. À la suite de l'invasion Anglaise, Guillaume sieur des Loges, perd en 1419, son fief de Réthoville qu'Henri V donne à l'un de ses chevaliers. En 1450, Thomas Baston le récupère. Le fief passera ensuite entre les mains de la famille de Pirou, seigneur de Fermanville.

### Temps modernes
Dans un aveu daté de 1500, Jean de Pirou est qualifié de seigneur de Beaumont en la Hague dont dépendent Réthoville, Clitourps, Varouville, Cosqueville et Fermanville.
Au XVIe siècle, le fief de Réthoville est divisé entre les héritiers de Gilles Martin († v. 1550) : Catherine Martin, dame de Réthoville en la partie des Loges, épouse en 1557 de noble homme Jean Eustace, sieur de Taillefer à Saint-Rémy-des-Landes, et de Bretteville, Marie Martin, dame de Réthoville en la partie de l'Espinerie ou Magneville, épouse de Jean de Pierrepont, écuyer, et, Marguerite Marin, épouse de Charles de Thieuville, écuyer, sieur du Parc à Saint-Lô-d'Ourville.
En 1567, Jehan de Pierrepont, écuyer, sieur de Rethoville-Magneville, est taxé pour ce fief de 40 solz dans le rôle des nobles et roturiers, au titre du ban et de l'arrière ban de la vicomté de Coutances, réalisé par Gilles Dancel, seigneur d'Audouville, lieutenant général du bailli de Cotentin, tenu à Coutances les 20-22 octobre. Le fief de Rethoville-Magneville qui valait un huitième de fief de haubert, relevait de la vicomté de Saint-Sauveur-le-Vicomte. Dans le même rôle, les enfants mineurs du feu sieur de Réthoville, en la partie des Loges, sont taxés de 20 solz. Ce huitième de fief relevait également de la vicomté de Saint-Sauveur-le-Vicomte.

En 1634, Antoine Le Berseur (1612-1661), chevalier, gouverneur de Cherbourg, est seigneur de Saint-Marcouf et de Réthoville à la suite de son mariage avec Marie Eustace. En 1651, Marie Eustace le vend à Marie Jallot qui l'échangera, dix ans plus tard, contre le fief de Tocqueville, qui avait pour seigneur principal, Christophe Le Verrier.

### Révolution et Empire
Le fief de Réthoville était, à la fin du XVIIIe siècle, entre les mains de la famille Barbou de Querqueville. Marie-Charlotte Barbou de Querqueville, qui portait d'or à la bande de sable, réussira à conserver ses biens lors de la Révolution, et épousera François-Hyacinthe Le Fèvre de la Grimonnière, avec qui elle eut trois enfants. C'est sa fille Marie-Charlotte, qui héritera de Réthoville, et épousera Anicet Le Vavasseur d'Hiésville, en donation partage en 1831 : « Le domaine de Réthoville consistant en la Grande Ferme de Réthoville et la ferme d'Austhot ».

### Époque contemporaine

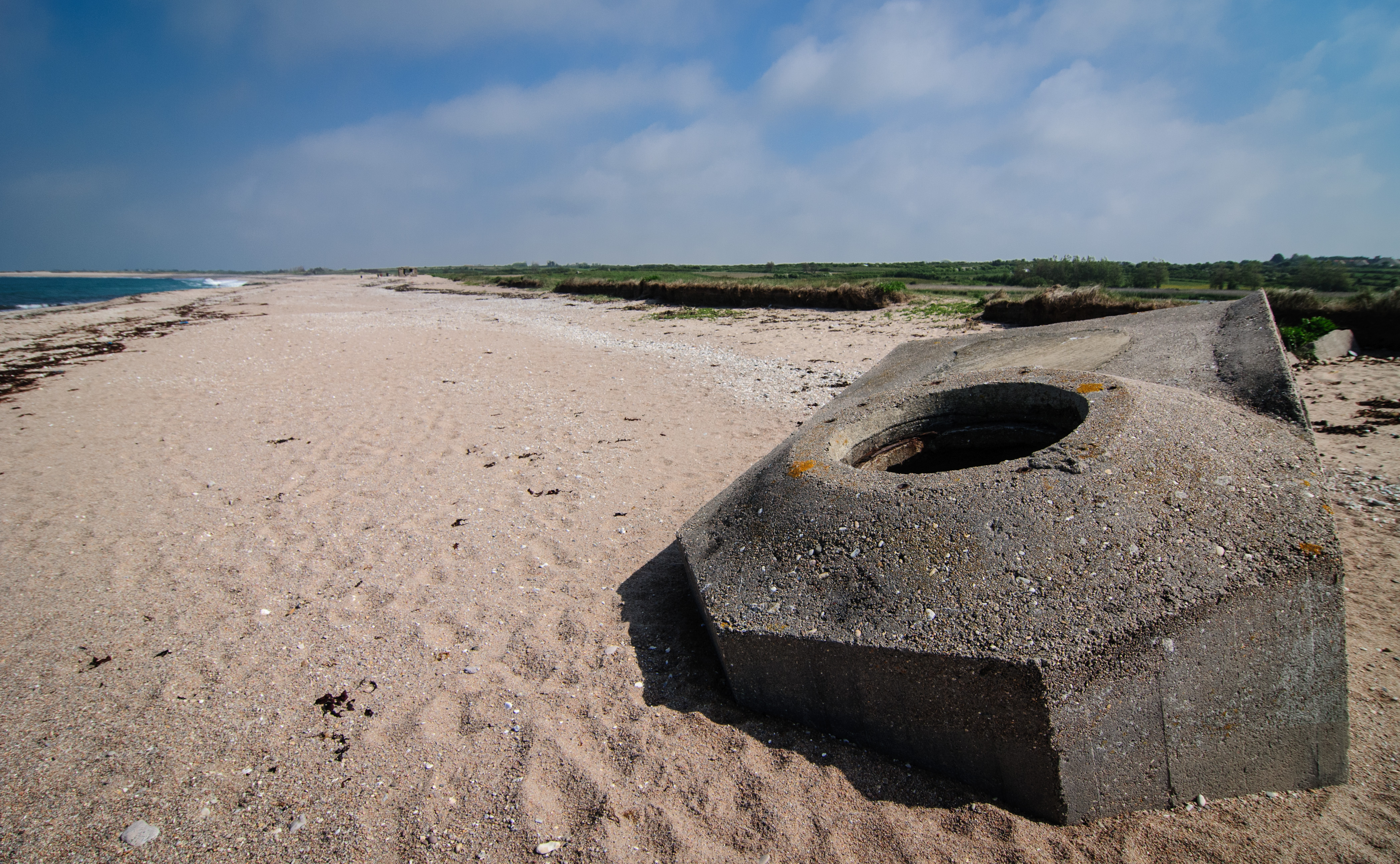
Les vestiges d’un tobrouk.

On peut voir sur le rivage quelques blockhaus, vestiges de la Seconde Guerre mondiale.

## Politique et administration
| Période                                                                       | Période       | Identité                | Étiquette | Qualité           |
| ----------------------------------------------------------------------------- | ------------- | ----------------------- | --------- | ----------------- |
| 1790                                                                          | 1795          | Antoine Nord            |           |                   |
| 1795                                                                          | 1798          | Hyacinthe Auvray        |           |                   |
| 1798                                                                          | 1800          | Victor Lescelliere      |           |                   |
| 1800                                                                          | 1804          | Bon Étienne Lescelliere |           |                   |
| 1804                                                                          | 1808          | Jean Pontis             |           |                   |
| 1808                                                                          | 1809          | Bon Étienne Lescelliere |           |                   |
| 1809                                                                          | 1812          | Jean Pontis             |           |                   |
| 1812                                                                          | 1824          | Charles Antoine Omont   |           |                   |
| 1824                                                                          | 1830          | Bon Jean Marin Laurens  |           |                   |
| 1830                                                                          | 1843          | François Duhoux         |           |                   |
| 1843                                                                          | 1854          | François Le Canu        |           |                   |
| 1854                                                                          | 1858          | Jean-Baptiste Delamer   |           |                   |
| 1858                                                                          | 1870          | Étienne Laurens         |           |                   |
| 1870                                                                          | 1871          | Jacques Féron           |           |                   |
| 1871                                                                          | 1876          | Étienne Laurens         |           |                   |
| 1876                                                                          | 1878          | Noël Buhot              |           |                   |
| 1878                                                                          | 1892          | Pierre Duhoux           |           |                   |
| 1892                                                                          | 1908          | Auguste Laurens         |           |                   |
| 1908                                                                          | 1909          | Pierre Pouhier          |           |                   |
| 1909                                                                          | 1917          | Casimir Noël            |           |                   |
| 1917                                                                          | 1919          | Jean-Baptiste Malard    |           | faisant fonction  |
| 1919                                                                          | 1935          | Albert Laborde          |           |                   |
| 1935                                                                          | 1945          | Nicolas Lecanu          |           |                   |
| 1945                                                                          | 1962          | Joseph Le Canu          |           |                   |
| 1962                                                                          | 1968          | Gaston Malard           |           |                   |
| 1968                                                                          | 1977          | Pierre Duhoux           |           |                   |
| 1977                                                                          | juin 1995     | Édouard Ambroise        |           |                   |
| juin 1995                                                                     | décembre 2015 | Jean-Louis Matelot      | DVD       | Employé de banque |
| Une partie des données est issue d'une liste établi par Jean-François Halley. |               |                         |           |                   |

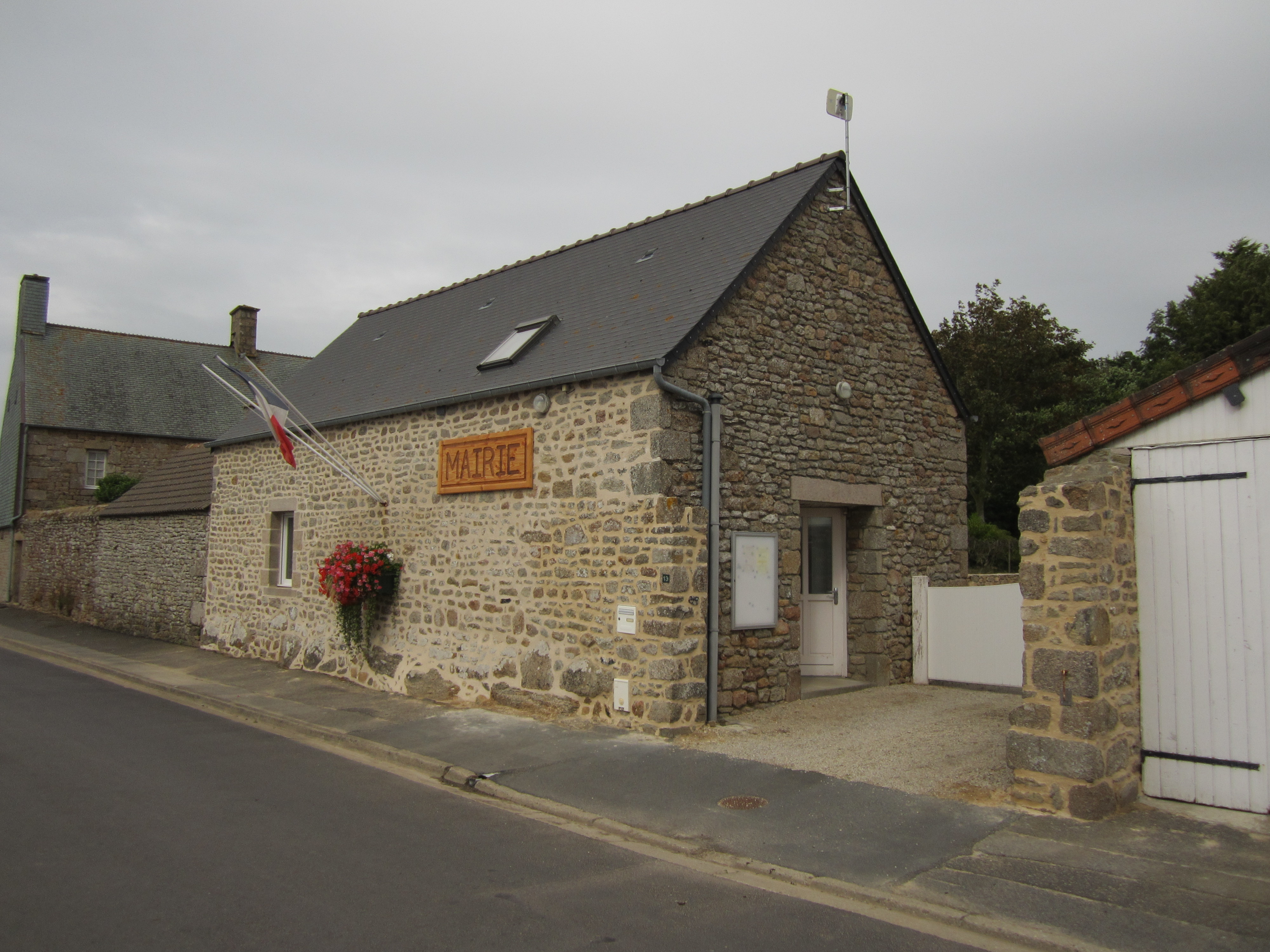
La mairie.

Le conseil municipal était composé de onze membres dont le maire et deux adjoints.
| Période      | Période  | Identité           | Étiquette | Qualité           |
| ------------ | -------- | ------------------ | --------- | ----------------- |
| janvier 2016 | mai 2020 | Jean-Louis Matelot | DVD       | Employé de banque |

## Démographie
En 2018, la commune comptait 132 habitants. Depuis 2004, les enquêtes de recensement dans les communes de moins de 10 000 habitants ont lieu tous les cinq ans (en 2007, 2012, 2017, etc. pour Réthoville) et les chiffres de population municipale légale des autres années sont des estimations.
Réthoville a compté jusqu'à 306 habitants en 1841.
| 1793 | 1800 | 1806 | 1821 | 1831 | 1836 | 1841 | 1846 | 1851 |
| ---- | ---- | ---- | ---- | ---- | ---- | ---- | ---- | ---- |
| 284  | 249  | 264  | 301  | 305  | 288  | 306  | 292  | 301  |

| 1856 | 1861 | 1866 | 1872 | 1876 | 1881 | 1886 | 1891 | 1896 |
| ---- | ---- | ---- | ---- | ---- | ---- | ---- | ---- | ---- |
| 281  | 258  | 249  | 237  | 238  | 242  | 234  | 215  | 214  |

| 1901 | 1906 | 1911 | 1921 | 1926 | 1931 | 1936 | 1946 | 1954 |
| ---- | ---- | ---- | ---- | ---- | ---- | ---- | ---- | ---- |
| 210  | 205  | 208  | 205  | 191  | 153  | 134  | 110  | 124  |

| 1962 | 1968 | 1975 | 1982 | 1990 | 1999 | 2007 | 2011 | 2016 |
| ---- | ---- | ---- | ---- | ---- | ---- | ---- | ---- | ---- |
| 114  | 100  | 96   | 92   | 128  | 124  | 133  | 130  | 131  |

| 2018 | - | - | - | - | - | - | - | - |
| ---- | - | - | - | - | - | - | - | - |
| 132  | - | - | - | - | - | - | - | - |

## Culture locale et patrimoine

### Lieux et monuments

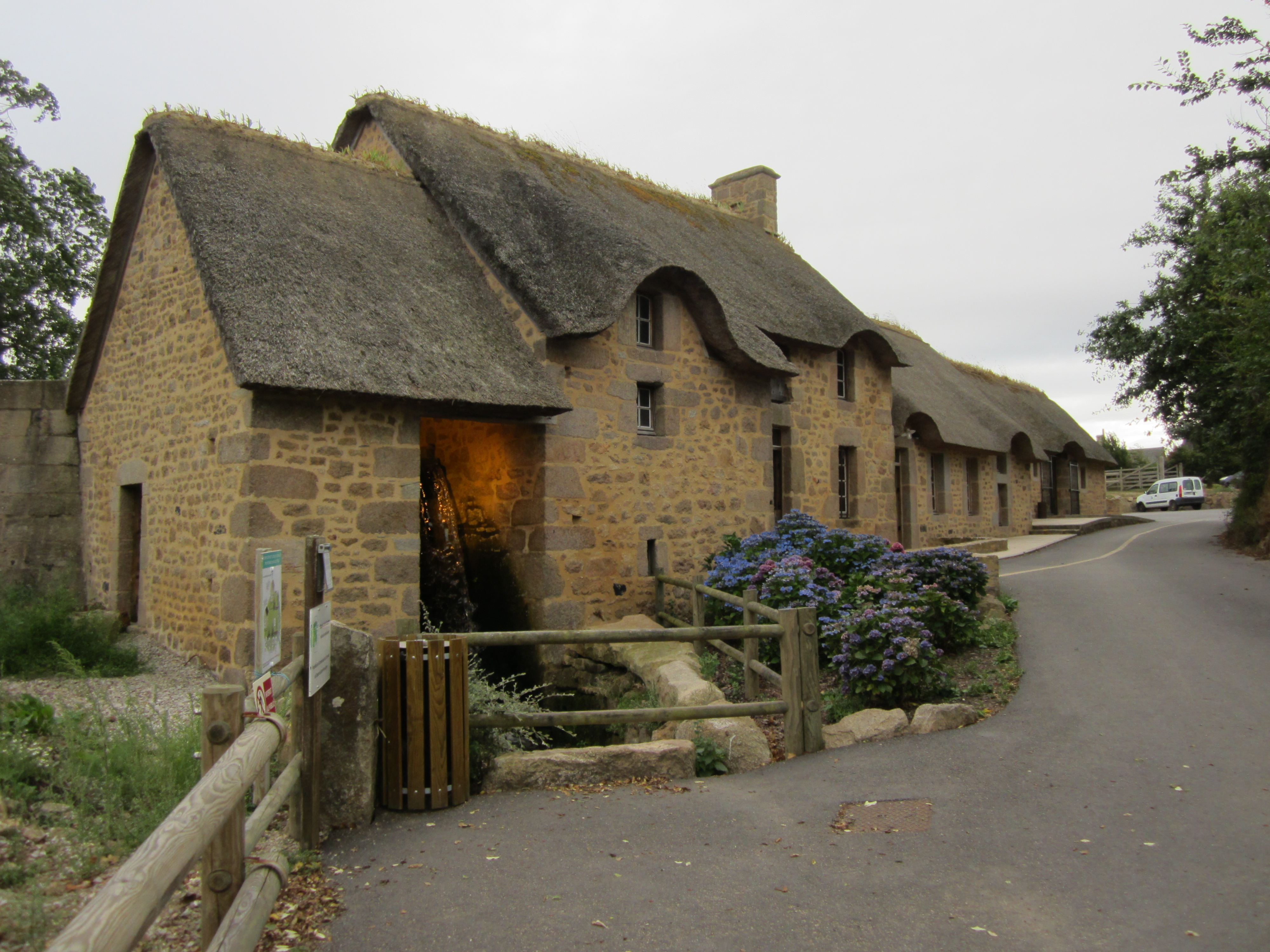
Le moulin de la Coudrerie.

- Église Saint-Martin des XIIe, XVIIe – XIXe siècles en granit. Il ne subsiste de l'édifice primitif que le chœur qui a été remanié et dont les murs sont peints. Le clocher ogival à la base a été au XVIIIe siècle relevé et doté d'une balustrade en granit aujourd'hui invisible car elle a été noyée en 1943 dans le béton par les Allemands qui se servaient du clocher comme poste d'observation[12]. La nef a été relevée en 1738 et l'ensemble a été remanié vers 1870[19].

L'église abrite trois statues  : saint Jacques le Majeur, sainte Catherine d'Alexandrie, du XVIe, en albâtre, elle tient un livre et une épée, au pieds de laquelle git Porphyre, décapité pour sa foi, et une Vierge à l'Enfant en pierre polychrome, du deuxième tiers du XIVe, classées au titre objets aux monuments historiques, un bénitier du XVIIe, une chaire à prêcher du XVIIe, des fonts baptismaux du XVIIIe, un ex-voto représentant un brick en bois du XIXe, une poutre de gloire et une verrière des XIXe et XXe siècles.
- Croix de cimetière du XVIIIe siècle.
- Moulin de la Coudrerie ou Coudrairie, appelé aussi moulin de Marie Ravenel puisque c'est ici qu'est née le 21 août 1811[24] et que travaillait la poétesse. Le moulin situé au sud de la D 116, qui a probablement été construit au XVIIIe siècle et a fonctionné jusqu'en 1935, a été restauré en 1999[24]. Il fut la possession de la veuve Timothée Dupont de Réthoville, et appartient de nos jours à la communauté de communes de Saint-Pierre. Il possédait deux paires de meules et fut modernisé au XIXe siècle ainsi qu'en témoigne le rouet en fonte qui date du dernier quart du XIXe siècle. Une simple cloison de bois séparait la pièce de travail ou se trouvait le mécanisme de mouture de la pièce d'habitation. Derrière le moulin, le bief et une retenue de 500 000 litres d'eau permettait une large autonomie de travail. La roue en bois d'iroko qui comprend 40 augets de 35 litres chacun permettait d'entraîner les meules[25].
- Fortin de la guerre de Sept Ans (1756-1763)[Note 6], édifié sous Louis XV ; encore debout en 1982 il fut détruit par la mer et il n'en subsiste que quelques ruines. Il avait été bâti avec les pierres du monastère de Néville fondée par Guillaume de Beaumont au XIIe siècle et détruit par les Anglais au XVe siècle[24].
- Manoir de Réthoville dit la Grande Ferme reconstruit au XVIIe siècle[27].
- Maisons et fermes anciennes en granit datées du XVIe au XIXe siècle, et dont certaines avec le nom du premier propriétaire notamment Creuly, d'autres de journaliers agricoles.
- Plaque sur la place pour rappeler le souvenir de Casimir Noël, éleveur qui a habité Réthoville pendant vingt-quatre ans et qui a contribué à l'amélioration de la race normande[6].

### Personnalités liées à la commune
- Marie Ravenel (Moulin de la Coudrerie, Réthoville 1811 - Tôt-du-Bas, Fermanville 1893), meunière et poétesse.
- Sophie Massieu, journaliste et animatrice télé, originaire de Réthoville[28].